# Cliff Allison
Henry Clifford Allison, född 8 februari 1932 i Brough i Cumbria (i dåvarande Westmorland), död 7 april 2005 i Brough i Cumbria, var en brittisk racerförare.

## Racingkarriär
Allison startade sin racingkarriär i formel 3 1953, där han upptäcktes av Colin Chapman. Hos Team Lotus körde han sportvagnsracing och från säsongen 1958 även formel 1. 1959 flyttade han till Scuderia Ferrari där han också körde både sportvagn och formelbil.
Allison skadades svårt vid Belgiens Grand Prix 1961 och efter konvalescensen drog han sig tillbaka från motorsporten.

## F1-karriär
| Säsong | Stall/Tillverkare                              | Poäng | Placering |
| ------ | ---------------------------------------------- | ----- | --------- |
| 1958   | Team Lotus Scuderia Centro Sud (Maserati 250F) | 3     | 18        |
| 1959   | Scuderia Ferrari                               | 2     | 17        |
| 1960   | Scuderia Ferrari                               | 6     | 12        |
| 1961   | UDT-Laystall Racing Team (Lotus 18)            | 0     | -         |

### Tvåa i F1-lopp
1. Argentina 1960